# The Emperor's Candlesticks
The Emperor's Candlesticks is een film uit 1937 onder regie van George Fitzmaurice. De film is gebaseerd op het gelijknamige boek uit 1899 van Emma Orczy.

## Verhaal
De film speelt zich af in Wenen aan het begin van de twintigste eeuw. Hertog Peter, zoon van de Russische tsaar, gaat verkleed als Romeo met baron Suroff naar een gemaskerd bal. Hier wordt hij verleid door de mooie Maria Orlech, die verkleed als Julia is. Zij lokt hem naar een huis, waar Korum, een Poolse nationalist hem dwingt een brief naar de tsaar te schrijven, waarin hij vraagt om de vrijlating van Maria's vader Thaddeus Orlech.
Nadat Peter dit heeft gedaan, geeft Korum aan baron Stephan Wolensky de opdracht de brief naar Sint-Petersburg te brengen. De Russische officiaal Pavloff geeft ondertussen zijn agente, gravin Olga Mironova de opdracht Stephan tegen te houden. De volgende dag bezoekt Peter prins Johann, een oude vriend. Stephan vraagt hem belangrijke en geheime berichten naar de Russische prinses te sturen, door deze te verstoppen in holle kaarsen. Niet veel later brengt ook Olga de prins een bezoek en verstopt het document waarin het bevel van Stephans arrestatie in staat, in een van de kaarsen.
Stephan en Olga ontmoeten elkaar als blijkt dat ze dezelfde trein naar Rusland hebben genomen. Haar dienstmeid Mitzi Reisenbach helpt ondertussen haar minnaar Anton door het bagage van Olga voor hem te stelen. Ze denken dat er juwelen in haar koffers zitten en weten niet dat hier enkel de kaarsen in zitten. Een paar dagen later ziet Stephan een poster van Olga, waarin ze een beloning belooft aan degene die haar gestolen spullen kan terugbrengen. Hij besluit haar op te zoeken en komt aan op het moment dat Anton wordt gearresteerd. Ondertussen verlaat Mitzi de stad door op een trein te stappen.
Anton geeft tijdens de ondervraging toe dat hij de kaarsen heeft overhandigd aan een dame. Stephan realiseert dat Mitzi die dame is en begint samen met Olga een zoektocht naar haar. Omdat ze officieel vijanden van elkaar zijn, proberen ze niet al te veel met elkaar om te gaan. Ze kunnen elkaar echter niet weerstaan. Op een gegeven moment vindt hij Mitzi, die hem vertelt dat ze de kaarsen heeft verkocht aan verkoper Santuzzi. Zowel Stephan als Olga nemen contact op met Santuzzi. Ze krijgen te horen dat de kaarsen verkocht zullen worden op een veiling in Londen.
Stephan en Olga reizen onmiddellijk naar de hoofdstad van Engeland, waar ze allebei de kaarsen proberen te winnen. Uiteindelijk gaan ze ervandoor met de kaarsen die voor de ander bedoeld zijn. Na veel oponthoud, denkt Korum dat Stephan gefaald heeft in zijn missie en komt tot de beslissing Peter te vermoorden uit wraak. Maria is echter verliefd op Peter geworden en verzoekt Korum de moord enkele dagen uit te stellen. Ondertussen hebben Stephan en Olga besloten samen te werken, zodat de brief naar de tsaar veilig aankomt en Maria's vader wordt bevrijd. Om die reden wordt Peter niet veel later vrijgelaten.
Radoff, die werkt voor de geheime dienst, geeft Stephan de opdracht voor de tsaar te komen. Daar krijgt hij te horen dat hij is verraden door Olga. Radoff gaat naar haar huis om haar te arresteren, maar Stephan houdt hem tegen door haar het document met het bevel te laten verbranden. De tsaar is onder de indruk van hun liefde voor elkaar en laat hen vrij. Stephan en Olga verlaten Rusland voorgoed en trouwen.

## Rolverdeling
| Acteur             | Personage              |
| ------------------ | ---------------------- |
| William Powell     | Baron Stephan Wolensky |
| Luise Rainer       | Gravin Olga Mironova   |
| Robert Young       | Hertog Peter           |
| Maureen O'Sullivan | Maria Orlech           |
| Frank Morgan       | Baron Suroff           |
| Henry Stephenson   | Prins Johann           |
| Bernadene Hayes    | Mitzi Reisenbach       |
| Donald Kirke       | Anton                  |
| Douglass Dumbrille | Meneer Korum           |
| Charles Waldron    | Dokter Malchor         |
| Ian Wolfe          | Leon                   |

## Achtergrond
De film is de tweede verfilming op het gelijknamige boek. In 1936 werd in Oostenrijk de eerste verfilming, Die Leuchter des Kaisers uitgebracht. Het is de derde en laatste film waar Powell en Rainer samen in te zien zijn. Eerder speelden ze samen in Escapade (1935) en The Great Ziegfeld (1936). Hoewel de opnames plaatsvonden tussen maart en april 1937, werd al in september 1936 gewerkt aan de voorbereidingen. De film kreeg matige reacties van critici. Het dagblad The New York Times had kritiek op de plot, maar prees de decors. Ook schreven ze dat Rainer te veel talent zou hebben om eraan mee te werken. De Daily Variety schreef dat er een "gebrek aan spanning" was, terwijl The Hollywood Reporter enkel lovend sprak over de film. Desondanks noemde het blad de film "tamelijk gedateerd", maar meldde daarbij dat Powell "zijn beste rol" speelde en ook Rainer bovenmaats acteerde.